# 서산 용현리 마애여래삼존상
서산 용현리 마애여래삼존상(瑞山龍賢里磨崖如來三尊像)은 대한민국 충청남도 서산시 운산면 용현리의 가야산 절벽에 새겨진 백제 후기의 마애불이다. 1962년 12월 20일 국보 제84호 서산마애삼존불상(瑞山磨崖三尊佛像)으로 지정되었다가, 2010년 8월 25일 현재의 명칭으로 변경되었다. 서산 마애석불 또는 서산 마애불 또는 운산 마애석불이라고도 부른다.

## 특징
백제 후기에 중국 및 고구려와의 해상 교통을 통한 불교 문물 수용의 요지였던 서산에 있는 서산 마애삼존불상은 중앙에 여래 입상의 거구(巨軀)를 양각(陽刻)하고 여래의 오른쪽에 보살 입상을, 왼쪽에 반가사유형 보살좌상을 배치하였다. 삼존에 나타난 고졸(古拙)한 미소는 백제 불상의 특이상(特異相)으로 지적된다.
이 삼존상은 《법화경》의 수기삼존불(授記三尊佛), 즉 석가불(釋迦佛) · 미륵보살(彌勒菩薩) · 제화갈라보살(提和竭羅菩薩)로, 《법화경》 사상이 백제 사회에 유행하였다는 사실을 입증하는 유물이다. 또한 조선시대 사원에 흔히 건립된 응진전 수기삼존불의 원조로서 의의가 있다.
서산 마애석불과 태안 마애석불의 두 마애석불은 깊은 산의 암벽을 택하여 조형되었으며, 부근에 소암(小庵)을 경영하고 있어서 한국 석굴 사원(石窟寺院) 조영(造營)의 시원적 형태를 보인다.

### 본존 여래입상
소발(素髮, 장식 없는 민머리)에 낮은 육계(肉髻, 정수리가 불룩 솟아오른 것, 부처의 몸에 갖추어져 있는 팔십수형호의 하나)를 갖추었으며, 백호(白毫, 부처의 두 눈썹 사이에 있는 희고 빛나는 터럭) 구멍이 있다. 직사각형에 가까운 얼굴에 눈썹은 초생달 모양, 눈은 은행 씨 모양이고, 코는 얇고 넓으며, 입가에 살짝 미소를 띠었다. 두광은 머리 바로 위에는 연화문을 두었고, 그 바깥에 원권문을 돌리고, 가장 바깥에 화염문을 장식했다. 거기에 화불(化佛, 작은 부처상) 3구를 새겼다. 목에는 삼도가 없고, 수인은 시무외여원인을 하고 있다. 법의는 통견(양쪽 어깨를 모두 덮음)이고 가슴에 옷의 띠 매듭이 있고, 옷주름은 U자형으로 좌우 대칭을 이루며 무릎 아래까지 드리웠다. 발가락이 정면으로 드러나있고, 발 밑에는 단판의 복련이 조각되어 있다.

## 발견과 의의
서산 마애불은 1959년 4월 홍사준이 보원사지에 유물조사를 나왔다가 발견하여 국보고적보존위원회에 보고한 후 국보로 지정되었다. 서산 마애불은 용현계곡의 인바위에 새겨져 있다. 인바위라는 이름이 있는 것으로 보아 인근 사람들이 마애불이 있다는 사실을 알고 있었다고 추정한다. 서산 마애불의 발견으로 백제 불상의 진면목이 밝혀졌다고 한다. 금동미륵반가상이나 일본 고류지의 목조반가사유상, 호류지의 백제관음 등은 백제계 불상이라는 추정을 해왔었는데, 서산 마애불의 발견으로 그 관련성이 드러났다.

## 사진

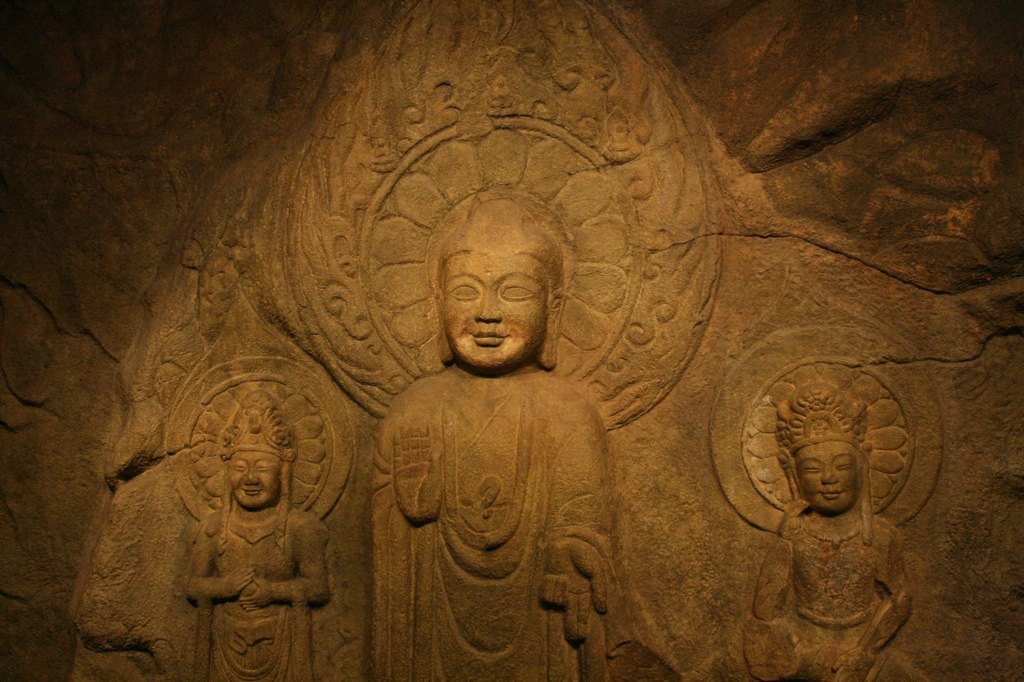
보호각이 있을 때의 사진
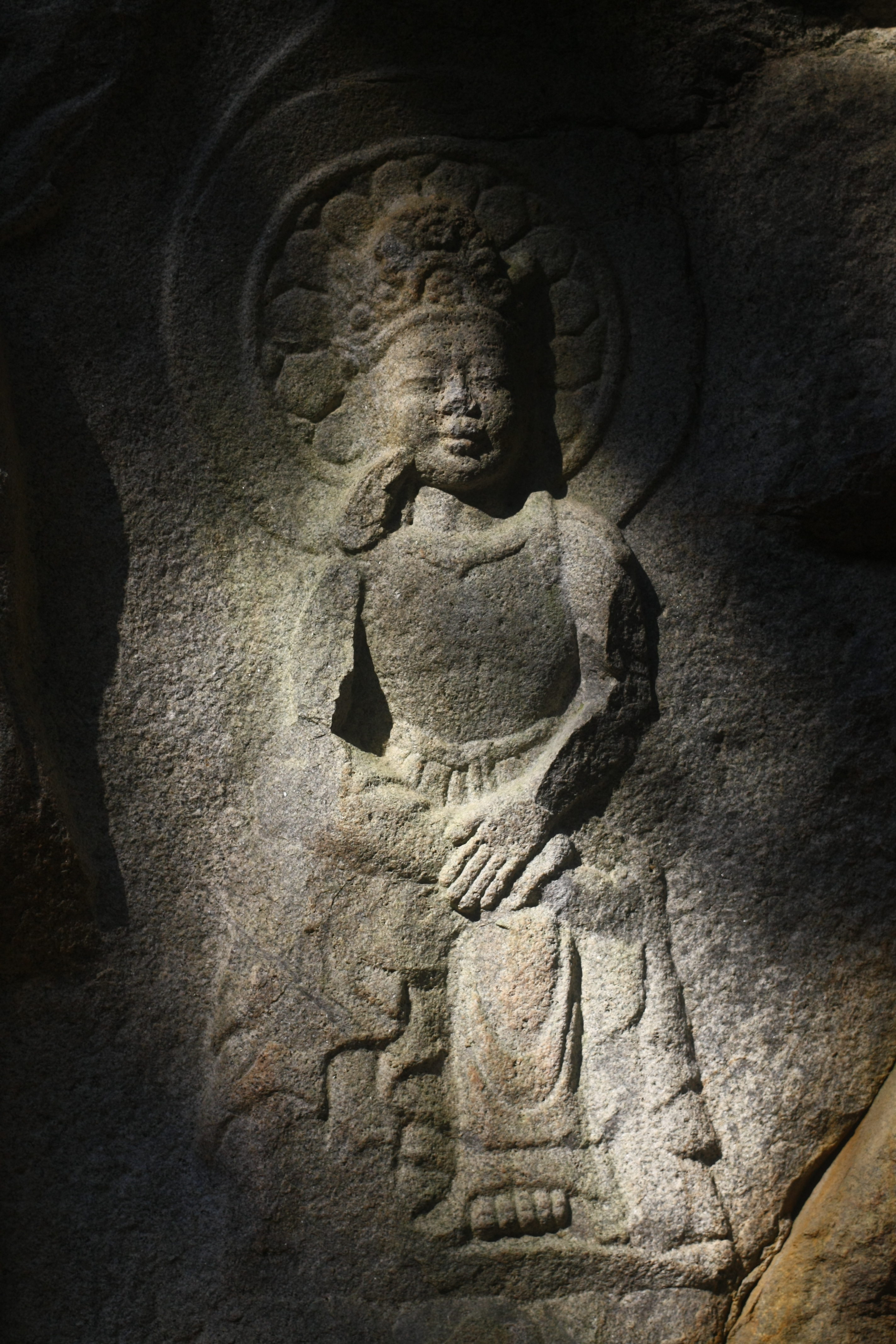
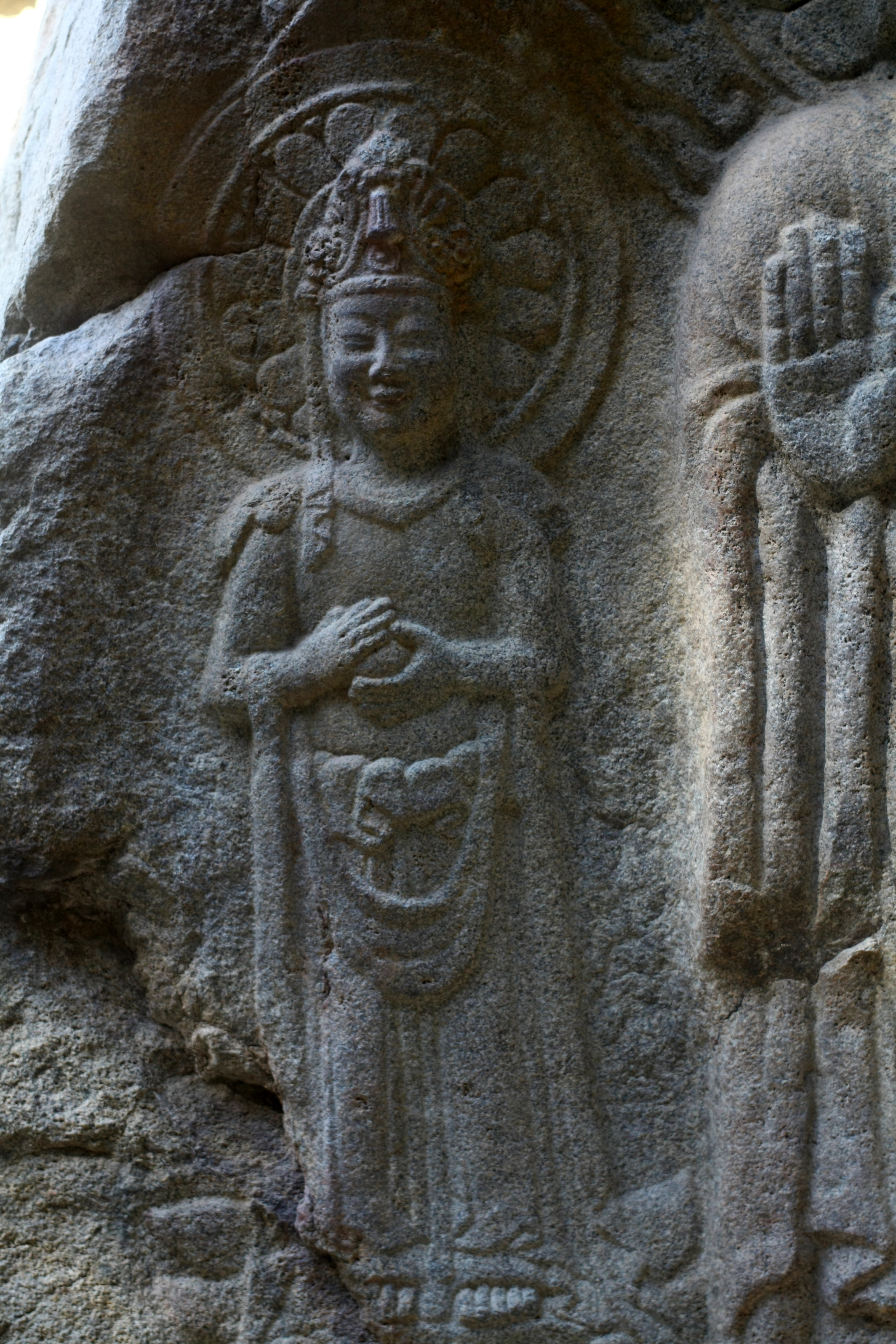
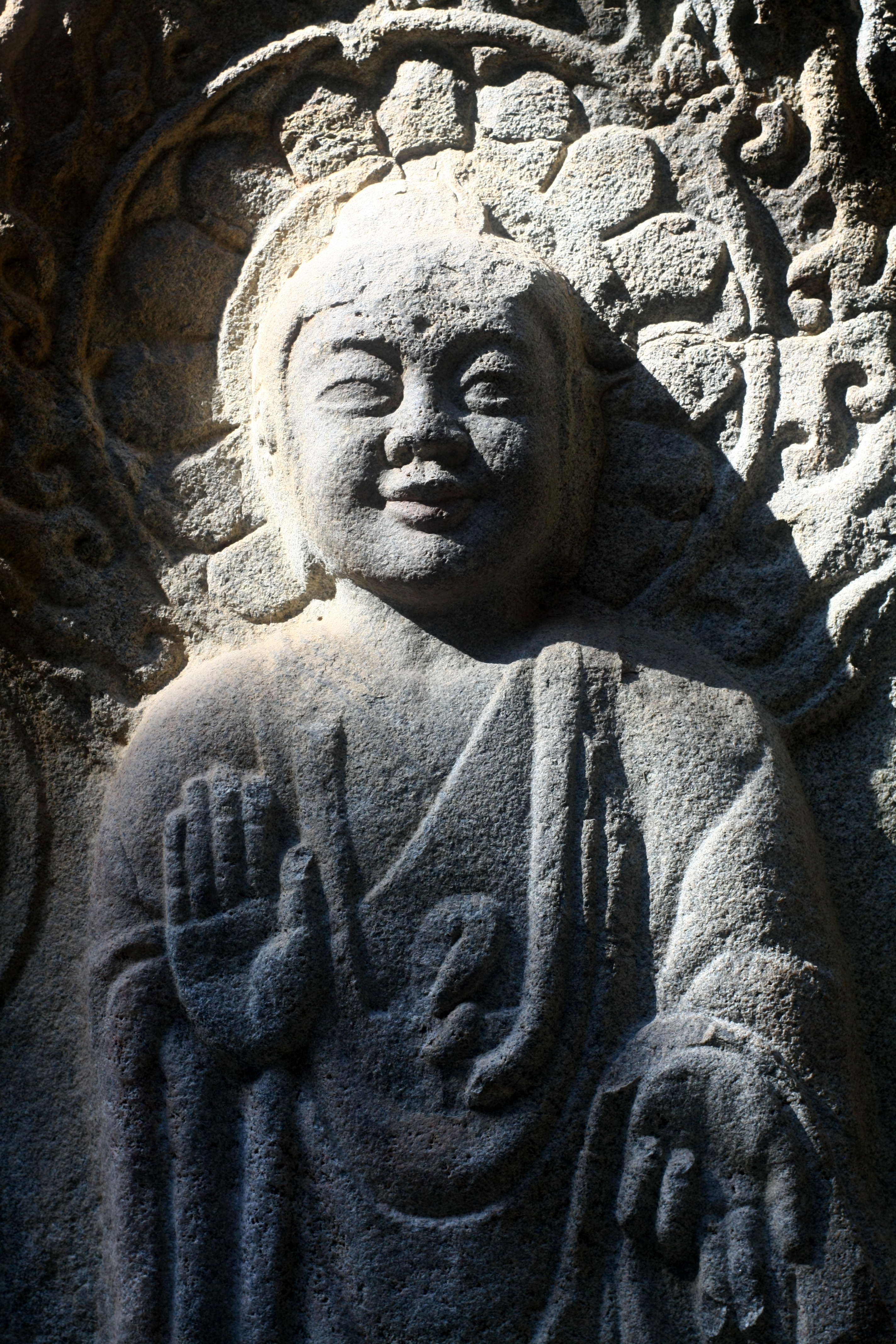

## 같이 보기
- 석굴암
- 마애석불
- 마애삼존불상
- 마애불상군
- 태안 마애삼존불 (국보 제307호)
- 경주 두대리 마애석불입상 (보물 제122호)
- 홍성 신경리 마애석불 (보물 제355호)

## 참고 문헌
- 이 문서에는 다음커뮤니케이션(현 카카오)에서 GFDL 또는 CC-SA 라이선스로 배포한 글로벌 세계대백과사전의 내용을 기초로 작성된 글이 포함되어 있습니다.